# 碗赛

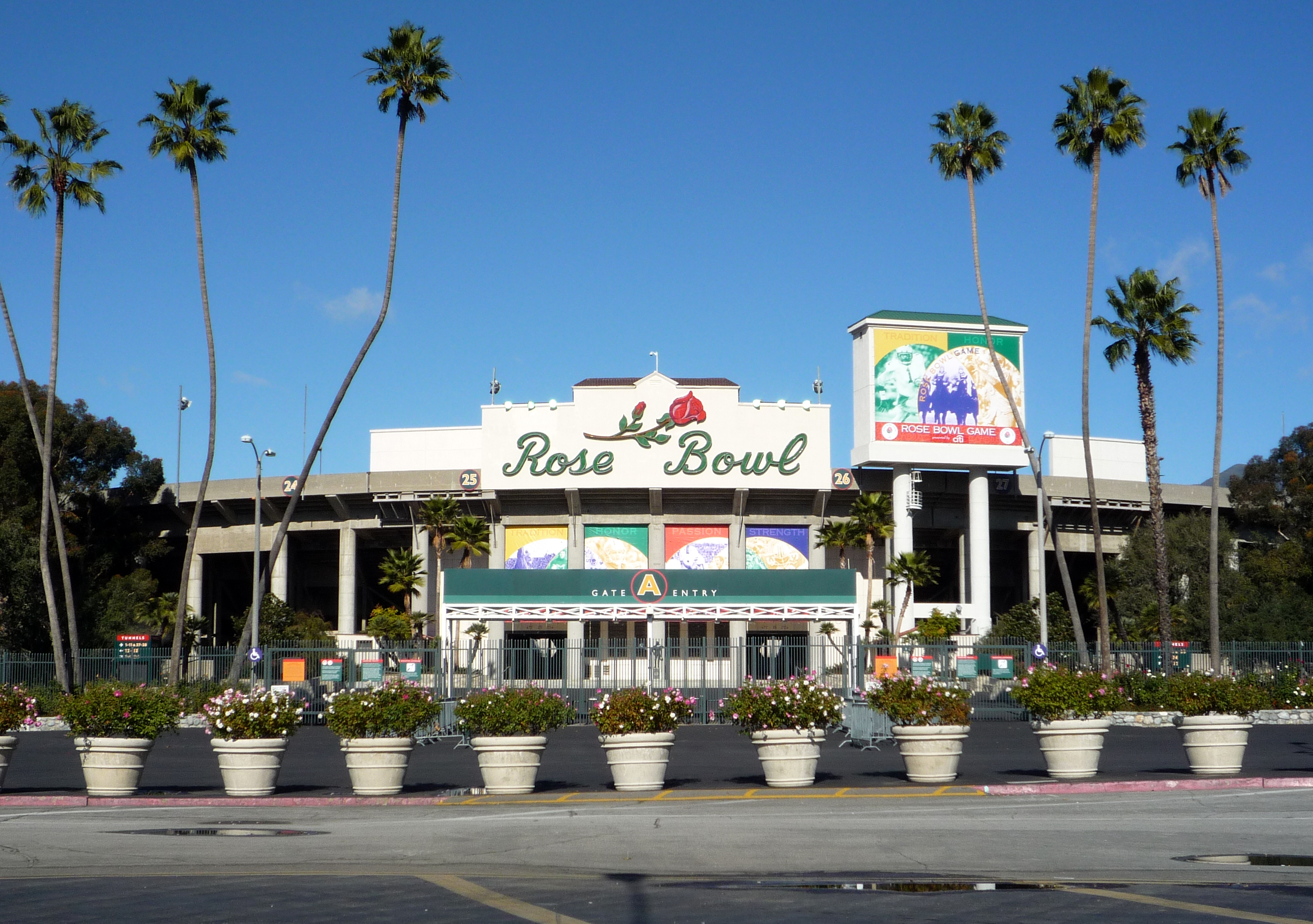
玫瑰碗体育场，首场碗赛的举办地

碗赛（英語：bowl game），是美国对年度大学橄榄球季后赛的称呼，现在也延伸用于指代其他重要的橄榄球赛。碗赛的前身可以追溯1902年起在加州帕萨迪纳举行的东西部橄榄球对抗赛（Tournament East–West football game）。1923年，对抗赛移到新建的玫瑰碗体育场举行。因为该体育场的看台呈碗型环绕，因而得名“玫瑰碗”，之前的东西部对抗赛也开始被称作“玫瑰碗赛”。

## 美国大学橄榄球季后赛

### 历史
1923年，在加州帕萨迪纳玫瑰碗体育场里开始举办每年一次的玫瑰碗赛。在赛事取得成功后，其他一些地区也开始效仿，并也将自己的年度大学橄榄球比赛命名为“某某碗”。到1937年，已经出现了砂糖碗、太阳碗、橘子碗和棉花碗比赛。到1940年代后期，已经有了14场NCAA认可的碗赛，以及另外50多场低级别球队参加的碗赛。这些低级别球队参与的碗赛名称五花八门，例如沙拉碗、葡萄碗、玻璃碗、玉米碗、碘碗、乐观主义者碗、石油碗、冰箱碗和雪茄碗等。碗赛规模的扩张引发了NCAA内部的争论，NCAA于是开始限制官方碗赛的数量为7-9场。其他非NCAA认可的碗赛在1950年代期间仍在举办，到1950年末基本都已停办。
1970年代开始，NCAA开始扩大官方碗赛规模。到1980年增加到15场碗赛，1997年增加到20场，2011年增加到35场。到2022年已经扩张到每年44场碗赛的规模。

### 主要碗赛
- 二战前（五大碗赛）：玫瑰碗，砂糖碗，太阳碗，橘子碗，棉花碗[7]
- 1992-1994年：[8]
  - Bowl Coalition：砂糖碗，橘子碗，棉花碗，喜庆碗
  - 玫瑰碗，单独由十大联盟和Pac-12聯盟冠军对阵
- 1995-1997年：[8]
  - Bowl Alliance：砂糖碗，橘子碗，喜庆碗
  - 玫瑰碗，单独由十大联盟和Pac-12聯盟冠军对阵
- 1998–2013年（冠军碗系列赛（英语：Bowl Championship Series））：玫瑰碗，砂糖碗，橘子碗，喜庆碗，BCS全国冠军赛（英语：BCS National Championship Game）[9]
- 2014年-至今（CFP季后赛）：玫瑰碗，砂糖碗，橘子碗，棉花碗，喜庆碗，桃子碗，CFP全国冠军赛，其中前六场合称新年六碗（英语：New Year's Six）[10]

## 美国大学橄榄球常规赛
美国大学橄榄球也有一些常规赛习惯上被称为“碗赛”例如：
- 帝国州碗（Empire State Bowl）：哥伦比亚大学 对阵 康奈尔大学[11]
- 蟹碗（Crab Bowl Classic）：海军学院 对阵 马里兰大学[12]
- 铁碗（Iron Bowl）：阿拉巴马大学 对阵 奧本大學[13]
- 木兰花碗（Magnolia Bowl）：路易斯安那州立大學 对阵 密西西比大学[14]

## 其他碗赛
國家美式橄欖球聯盟（NFL）也在一些比赛中使用碗赛的称呼。1951年，NFL举办了首届职业碗比赛。自1968年起，NFL冠军赛被命名为超级碗。